# Troglotayosicus muranunkae
Espèce
Troglotayosicus muranunkae est une espèce de scorpions de la famille des Troglotayosicidae.

## Distribution
Cette espèce est endémique d'Équateur.

## Publication originale
- Sánchez-Vialas, Blasco-Aróstegui, García-Gila & Lourenço, 2020 : « A new species of Troglotayosicus Lourenço, 1981 (Scorpiones: Troglotayosicidae) from southern Ecuador. » Arachnology, vol. 18, no 6, p. 612-618.